# Stefan Karlsson
Stefan Erik Karlsson (nascido em 15 de dezembro de 1988), mais conhecido como Stefan Karlsson, é um jogador de futebol sueco, que joga pelo Östers Idrottsförening como zagueiro.

## Carreira
Karlsson começou sua carreira no clube Växjö Norra, antes de 2008. Posteriormente, ele foi para o Östers Idrottsförening, seu primeiro clube como futebolista profissional, e jogou entre 2008 e 2013, e fez parte da equipe que foi da Division 1 (terceira divisão) para o Campeonato Sueco de Futebol (primeira divisão).
Depois, Karlsson se juntou ao Djurgårdens IF em janeiro de 2014.
Em julho de 2016, Karlsson se juntou ao Östersunds FK, e jogou os jogos restantes nessa temporada nesse clube, antes de ingressar no Jönköpings Södra em janeiro de 2017.
Em janeiro de 2018, Karlsson assinou um contrato de três anos com o seu antigo clube Östers Idrottsförening, retornando, assim, para o seu primeiro clube profissional após 5 anos.